# Valery Yakovlevich Bryusov
Valery Yakovlevich Bryusov (tiếng Nga: Валерий Яковлевич Брюсов; 13 tháng 12 năm 1873 – 9 tháng 10 năm 1924) là nhà văn, nhà viết kịch, nhà thơ Nga.

## Tiểu sử
Valery Bryusov sinh ở Moskva, trong gia đình một thương gia. Từ nhỏ đã say mê đọc sách văn học. Năm 1893 học xong trường gymnazy, Valery Bryusov vào học lịch sử và ngôn ngữ ở Đại học Quốc gia Moskva. Thời kỳ này ông đã say mê các nhà thơ Pháp: Paul Verlaine, Arthur Rimbaud, Maurice Maeterlinck, Stéphane Mallarmé... Năm 1899, tốt nghiệp đại học, Valery Bryusov làm thư ký tòa soạn của tạp chí Русский архив, sau đấy thành lập nhà xuất bản Scorpion. Năm 1900 in quyển Третья стража, năm 1903 in Граду и миру, năm 1906 in Венок, được thừa nhận là một nhà thơ lớn. Những năm trong Chiến tranh thế giới thứ nhất, ông là phóng viên mặt trận của báo Русские ведомости, viết nhiều bài báo và phóng sự về chiến tranh. Thời kỳ tiếp theo, ông dành cho thơ và dịch thuật. Từ năm 1920 ông dạy môn làm thơ ở nhiều trường đại học, một số giáo án của ông về cách làm thơ được xuất bản thành sách.
Valery Bryusov là người có những đóng góp lớn trong việc phát triển hình thức thơ, sáng tạo ra thể loại thơ tự do, chịu ảnh hưởng của Emile Verhaeren. Ông cũng là người có nhiều thể nghiệm cách tân thơ, được coi là một trong những người sáng lập trường phái ấn tượng trong thơ ca Nga. Ngoài sáng tác, Valery Bryusov còn là một trong những người đầu tiên dịch các nhà thơ Paul Verlaine, Edgar Allan Poe, Romain Rolland, Maurice Maeterlinck, Victor Hugo, Jean Racine, Ausonius, Molière, Lord Byron, Oscar Wilde, Johann Wolfgang von Goethe, Virgil... ra tiếng Nga. Ông mất ở Moskva, chưa sống hết 51 tuổi.

## Tác phẩm

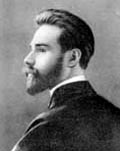
Valery Bryusov năm 1890

- «Декаденты. (Конец столетия)». Драма, 1893
- «Juvenilia» — «Юношеское», 1894
- «Chefs d'oeuvre» — «Шедевры», 1895
- «Me eum esse» — «Это я», 1897
- «Tertia Vigilia» — «Третья стража», 1900
- «Urbi et Orbi» — «Граду и Миру», 1903
- «Stephanos» — «Венок», 1906
- «Земная ось», 1907
- «Все напевы», 1909
- «Огненный ангел» (исторический роман), 1908
- «Ф. И. Тютчев. Смысл его творчества», 1911. Текст: Брюсов В. Я. Ф. И. Тютчев. Смысл его творчества
- «Зеркало теней», 1912
- «Семь цветов радуги», 1912
- «Алтарь победы», 1913
- «Юпитер поверженный», 1916
- «Рея Сильвия», 1916
- «Опыты по метрике и ритмике, по евфонии и созвучиям, по строфике и формам», 1918
- «Последние мечты», 1920
- «В такие дни», 1921
- «Дали», 1922
- «Кругозор», 1922
- «Миг», 1922
- «Mea» — «Спеши!», 1924
- Автобиография // Русская литература XX века. 1890—1914 / Под ред. С. А. Венгерова. — М., 1914. — Т. 1.

Các tuyển tập:
- Полное собрание сочинений и переводов, не оправдавшее, увы, своё название — увидели свет только тт. 1—4, 12, 13, 15, 21 — вышло в Санкт-Петербурге в 1913—1914 (издательство «Мусагет»)
- Избранные сочинения в 3-х тт., М. — Л., Гослитиздат, 1926
- Избранные сочинения в 2-х тт., М., Гослитиздат, 1955
- Собрание сочинений в 7-ми тт., М., 1973—1975 (наиболее полное в данный момент)
- Неизданные стихотворения, М., ГИХЛ, 1935
- Стихотворения и поэмы, Л., «Советский писатель», 1961
- Творческое наследие Брюсова до сих пор ещё окончательно не собрано. В настоящее время (2006) полное собрание сочинений готовится издательством «Наука»

## Một số bài thơ
| Мы встретились с нею случайно Мы встретились с нею случайно, И робко мечтал я об ней, Но долго заветная тайна Таилась в печали моей. Но раз в золотое мгновенье Я высказал тайну свою; Я видел румянец смущенья, Услышал в ответ я "люблю". И вспыхнули трепетно взоры, И губы слилися в одно. Вот старая сказка, которой Быть юной всегда суждено. Женщине Ты - женщина, ты - книга между книг, Ты - свернутый, запечатленный свиток; В его строках и дум и слов избыток, В его листах безумен каждый миг. Ты - женщина, ты - ведьмовский напиток! Он жжет огнем, едва в уста проник; Но пьющий пламя подавляет крик И славословит бешено средь пыток. Ты - женщина, и этим ты права. От века убрана короной звездной, Ты - в наших безднах образ божества! Мы для тебя влечем ярем железный, Тебе мы служим, тверди гор дробя, И молимся - от века - на тебя! Да, можно любить, ненавидя Odi et amo. Catullus Да, можно любить, ненавидя, Любить с омраченной душой, С последним проклятием видя Последнее счастье - в одной! О, слишком жестокие губы, О, лживый, приманчивый взор, Весь облик, и нежный и грубый, Влекущий, как тьма, разговор! Кто магию сумрачной власти В ее приближения влил? Кто ядом мучительной страсти Объятья ее напоил? Хочу проклинать, но невольно О ласках привычных молю. Мне страшно, мне душно, мне больно... Но я повторяю: люблю! Читаю в насмешливом взоре Обман, и притворство, и торг... Но есть упоенье в позоре И есть в униженьи восторг! Когда поцелуи во мраке Вонзают в меня лезвие, Я, как Одиссей о Итаке, Мечтаю о днях без нее. Но лишь Калипсо я покинул, Тоскую опять об одной. О горе мне! жребий я вынул, Означенный черной чертой! | Anh gặp gỡ với em rất vô tình Rồi ước mơ về em rất thầm lặng Nhưng mà rất lâu cái điều thầm kín Đã tan vào trong đau khổ của anh. Nhưng nếu như trong cái khoảnh khắc vàng Anh đã từng nói ra điều bí ẩn Đã nhìn thấy gương mặt hồng luống cuống Và đã nghe trong lời đáp "yêu anh". Đã bừng lên run rẩy ánh mắt nhìn Và những bờ môi đã hoà làm một Và tất cả đã như câu cổ tích Mà trong đời còn trẻ đến muôn năm. Gửi người phụ nữ Em là phụ nữ, cuốn sách giữa muôn cuốn sách Em – gập vào là một cuộn niêm phong Thừa ngôn từ, ý nghĩ trong những dòng Trong những trang điên cuồng từng khoảnh khắc. Em là phụ nữ, nước yêu tinh giải khát Cháy bằng lửa, khó nhọc đến bờ môi Nhưng uống lửa, kìm lại tiếng kêu trời Tâng bốc điên cuồng giữa bao hình phạt. Em là phụ nữ, và điều này em đúng Giấu vương miện của sao tự bao đời nay Em là bóng dáng thiên thần trong vực thẳm! Chúng tôi vì em mê hoặc bờ vách sắt Thờ phụng em, thề khổ đau đập nát Và cầu nguyện cho em đến muôn đời. Cả ghét và yêu Odi et amo. Catullus. Vâng, có thể vừa yêu vừa ghét Yêu với một tâm hồn tối tăm Nhìn thấy cả lời nguyền rủa cuối cùng Cùng với hạnh phúc cuối cùng – trong một. Chao ôi, những bờ môi khắc nghiệt Và ánh mắt nhìn lôi cuốn, dối gain Cả hình thể, thô lỗ và dịu dàng Như bóng đêm, chuyện trò rất cuốn hút! Ai người đã gắn mình vào ma lực Ai cận kề với quyền lực u buồn Ai từng uống say, ai từng ôm ấp Thuốc độc của niềm say đắm yêu thương? Tôi vẫn muốn nguyền rủa, nhưng vô tình Tôi cầu nguyện về âu yếm đã quen Tôi khó thở, kinh hoàng, tôi đau đớn Nhưng mà tôi nhắc lại: "anh yêu em!" Tôi đọc ra trong ánh mắt giễu cợt Vẻ bán mua, đểu giả, vẻ dối gian Nhưng có say mê trong điều sỉ nhục Và vẻ hân hoan trong sự hạ mình! Khi những nụ hôn ở trong màn đêm Đâm vào tôi giống như là dao sắc Tôi giống như chàng Odysseus Mơ về ngày thiếu vắng Ithaca. Nhưng hễ tôi từ giã Calypso Là tôi lại buồn nhớ về một kẻ. Khổ thân tôi! Tôi bốc thăm, rút thẻ Số định cho tôi đường nét tối mù! Bản dịch của Nguyễn Viết Thắng. |